# 134244 Де Янґ
134244 Де Янґ (134244 De Young) — астероїд головного поясу, відкритий 6 січня 2006 року.
Тіссеранів параметр щодо Юпітера — 3,319.